# Prêmio ACIE de Cinema 2008
O Prêmio ACIE de Cinema de 2008 foi a quinta edição do Prêmio ACIE, concedido pela Associação dos Correspondentes de Imprensa Estrangeira no Brasil, a ACIE. A entrega dos troféus ocorreu no Centro Cultural Banco do Brasil, no Rio de Janeiro, reunindo diversos profissionais atuantes no cinema brasileiro.
O homenageado da cerimônia foi o ator Paulo José, que recebeu o Prêmio ACIE pelo conjunto da obra. Tropa de Elite se saiu como o grande vencedor da noite, levando inclusive o prêmio do júri popular. 

## Indicados e vencedores
Os vencedores estão em negrito na tabela abaixo:
| Melhor Filme Tropa de Elite – José Padilha, Marcos Prado - A Casa de Alice – Zita Carvalhosa, Patrick Leblanc - Mutum – Walter Salles, Maurício Andrade Ramos, Hengameh Panahi, Thomas Habërle, Peter Rommel - O Cheiro do Ralo – Joana Mariani, Marcelo Doria, Rodrigo Teixeira | Melhor DireçãoJosé Padilha – Tropa de Elite - Eduardo Coutinho – Jogo de Cena - Heitor Dhalia – O Cheiro do Ralo - Sandra Kogut – Mutum                                                               |
| Melhor Ator Wagner Moura – Tropa de Elite como Roberto Nascimento - Caio Blat – Batismo de Sangue como Frei Tito - Selton Mello – O Cheiro do Ralo como Lourenço - Thiago da Silva Mariz – Mutum como Thiago                                                                     | Melhor AtrizCarla Ribas – A Casa de Alice como Alice - Glória Pires – Primo Basílio como Juliana - Priscilla Rozenbaum – Carreiras como Ana Laura Stein - Tainá Müller – Cão Sem Dono como Marcela    |
| Melhor Roteiro O Cheiro do Ralo – Heitor Dhalia e Marçal Aquino - A Casa de Alice – Chico Teixeira - Ódique? – Gustavo Moreztsohn - Quase Dois Irmãos – Bráulio Montovani, José Padilha e Rodrigo Pimentel                                                                       | Melhor Fotografia Tropa de Elite – Lula Carvalho - Baixio das Bestas – Walter Carvalho - O Mundo em Duas Voltas – David Shürmann e Hélcio Alemão Nogamine - Sambando nas Brasas, Morô? – Ralph Tambke |
| Melhor Documentário Jogo de Cena - Hércules 56 - Oscar Niemeyer, A Vida é um Sopro - Santiago | |